# Ousman Sonko
Ousman Sonko, född 9 januari 1969 i Serrekunda, är en gambisk före detta politiker, Gambias inrikesminister 2006–2016. Han är gift.